# Чвыков, Иван Фомич
Чвыков Иван Фомич (18 марта 1908 — 4 июля 1973) — советский военачальник, полковник. Командир 447-го Краснознамённого Рославльского пушечного артиллерийского полка, с 1943 года 4-й тяжёлой пушечной артиллерийской бригады.

## Биография
Чвыков Иван Фомич родился 18 марта 1908 года в д. Толбузино (ныне Краснинского района Липецкой области) в семье бедного крестьянина. Окончил 3-летнюю школу. Работал пастухом. В октябре 1930 года был призван в армию. 20 января 1933 года в возрасте 25 лет женился на 23-летней Пелагее Ануфриевне Хариной. В 1937 году стал членом ВКП(б).
Окончил командирские курсы. До 1939 года служил в городе Луга и с момента формирования 447-го пушечного артиллерийского полка служил в составе полка.
Начало советско-финляндской войны встретил в звании капитана. В составе того же полка под командованием, тогда ещё майора[уточнить], Маврина вёл боевые действия по поддержанию 43-й стрелковой дивизии.
1 апреля 1940 года награждён орденом Красного Знамени.
Великую Отечественную войну встретил в Бресте в составе 447-го пушечного артиллерийского полка. После отступления из Бреста в Пропойск в составе полка, находился в составе РГК. Осенью 1941 года участвовал в оборонительной операции под г. Брянском. С ноября 1941 — Тульская оборонительная операция, Битва за Москву.
В 1942 году участвовал в Ржевско-Вяземской операции.
В 1942 году принял командование 447-м артполком.
10 марта 1943 года награждён орденом Красной Звезды.
| Из наградного листа от 7 марта 1943 года: Подполковник Чвыков, находясь на фронтах Отечественной войны с её начала, показал себя энергичным, инициативным и решительным командиром. Полк, которым командует Чвыков, подготовлен хорошо и способен решать боевые задачи на уровне современных требований к артиллерии. Подразделениями полка за последние три месяца уничтожена артбатарея противника, подавлен огонь 40 батарей, рассеяно несколько групп пехоты противника. Как командир грамотный, повседневно учит подразделения взаимодействию с другими родами войск и артиллерийскому наступлению. Огнём подразделений полка управляет хорошо. Тов. Чвыков добросовестный, честный, пользующийся авторитетом командир. |

24 мая 1943 года награждён орденом Красного Знамени.
| Из наградного листа от 23 мая 1943 года: Находясь на фронте с начала Отечественной войны, тов. Чвыков показал себя храбрым, энергичным, инициативным командиром, умело управляющим огнём своих подразделений в бою. В период мартовской операции, полк под руководством тов. Чвыкова полностью и своевременно выполнял все задачи, поставленные командованием по борьбе с артиллерией противника и по сопровождению огнём нашей пехоты. За период с 11 по 31.3.43 г. огнём полка уничтожено: 1 миномёт, 3 станковых пулемёта, 3 ДЗОТа, 1 дом. Подавлено: 21 артбатарея, 8 минбатарей, 4 орудия. Ослеплено и частично разрушено 2 НП. 20.5.43 г. 447 полк под руководством тов. Чвыкова обеспечивал боевую операцию 49 сд на Ясенок. Тов. Чвыков с поставленной задачей справился хорошо, в результате огневой деятельности полка было подавлено: 7 батарей, реактивная батарея; рассеяно и частично уничтожено до роты солдат противника в районе Ясенок, обстрелян штаб пехотного полка. Полк пользуется заслуженным боевым авторитетом и любовью у общевойсковых начальников. |

В 1943 году участвовал в Смоленско-Рославльской операции. После проведения Смоленско-Рославльской операции полку под командованием полковника И. Ф. Чвыкова было присвоено наименование «Рославльский».
28 сентября 1943 года награждён Орденом Суворова III степени.
В октябре 1943 года, после переформирования 447-го Краснознамённого Рославльского пушечного артиллерийского полка в 4-ю тяжёлую пушечную артиллерийскую бригаду, принял командование бригадой.
30 июня 1944 года был представлен к ордену Красного Знамени. 19 сентября 1944 года был награждён орденом Александра Невского.
| Из наградного листа от 30 июня 1944 года: В период наступательных действий 4 ТАБр поддерживала бои соединений 2 Гв.СК. Артбригада действовала в группе АПП и выполняла огневые задачи корпуса. За время наступления, бригадой с развёртыванием на боевых порядках, было пройдено до 450 км. Отлично организованное взаимодействие с пехотой обеспечивало своевременное развёртывание и ведение огня. Точная разведка артбатареи противника и успешная контрбатарейная борьба способствовала успешному продвижению пехоты с малыми потерями. За период боёв в оперативном подчинении 2 Гв.СК 4 ТАБр было подавлено 11 артбатарей противника, уничтожено 7 пулемётов, 3 ПТО орудия и до 650 солдат и офицеров. Разбито два каменных и три деревянных здания, подбито одно самоходное орудие. |

В октябре 1944 года после проведения Рижской операции артиллеристы полковника И. Ф. Чвыкова были отмечены в Приказе Верховного Главнокомандующего от 8 октября 1944 года № 193.
3 ноября 1944 года награждён медалью «За боевые заслуги».
Позднее и до конца войны участвовал в наступлении в Прибалтике, блокировании группировки противника на Курляндском полуострове и боях против неё.
31 марта 1945 года был награждён медалью «За оборону Москвы».
16 мая 1945 года был представлен к Ордену Суворова II степени. 9 июня 1945 года был награждён Орденом Суворова III степени.
| Из наградного листа от 16 мая 1945 года: Полковник Чвыков в период подготовки к наступательной операции в районе западнее Лиляи на р. Вента провёл исключительно большую работу по подготовке артиллерии к бою. Благодаря умелому и энергичному руководству тов. Чвыкова за короткий срок была изучена вся огневая система противника как на переднем крае, так и в ближайшей глубине обороны. Артиллерия бригады сыграла решающую роль при прорыве обороны, точным огнём была нарушена огневая система противника и нанесён огромный урон живой силе и технике противника. Поддерживая огнём и колёсами наступающие части бригада тов. Чвыкова обеспечила успешное форсирование р. Вента и продвижению частей более чемна 100 км. В боях при прорыве обороны в районе севернее Приэкуле полковник Чвыков исключительно умело руководил действиями артиллерии прямой наводки. Находясь на наиболее важных участках, в боевых порядках наступающих частей, под огнём противника, тов. Чвыков руководил отражением многочисленных контратак противника. Огнём артиллерии прямой наводки бригады тов. Чвыкова подбито и уничтожено до 300 солдат и офицеров противника. |

2 октября 1945 года был награждён медалью «За победу над Германией в Великой Отечественной войне 1941—1945 гг.»
В 1949 году уволен в запас по состоянию здоровья.
В 1955 и 1957 годах избирался депутатом Ищеинского Совета депутатов трудящихся Краснинского района Липецкой области.

## Награды
- Два ордена Красного Знамени
- Два ордена Суворова 3 степени
- Орден Александра Невского
- Два ордена Красной Звезды
- медали
- 25 сентября 1943 года за освобождение городов Смоленск и Рославль приказом № 25 Верховного Главнокомандующего 447-му Краснознамённому пушечному артиллерийскому полку под командованием полковника И. Ф. Чвыкова было присвоено наименование Рославльский.
- 8 октября 1944 года полковник И. Ф. Чвыков был отмечен в Приказе Верховного Главнокомандующего № 193.